# أحمد بن نصر

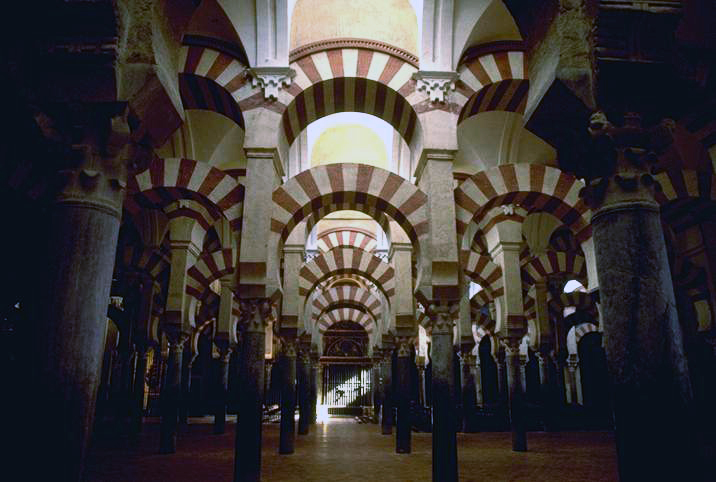

أحمد بن نصر- (288- 370هـ/ 901-980 م) هو أحمد بن نصر بن خالد، من أهل قرطبة، يكنى أبا عمرو، وأصله من طليطلة. وكان مولده في جمادى الآخرة 288هـ، وتوفي في رجب عام 370 هـ.

## حياته العملية

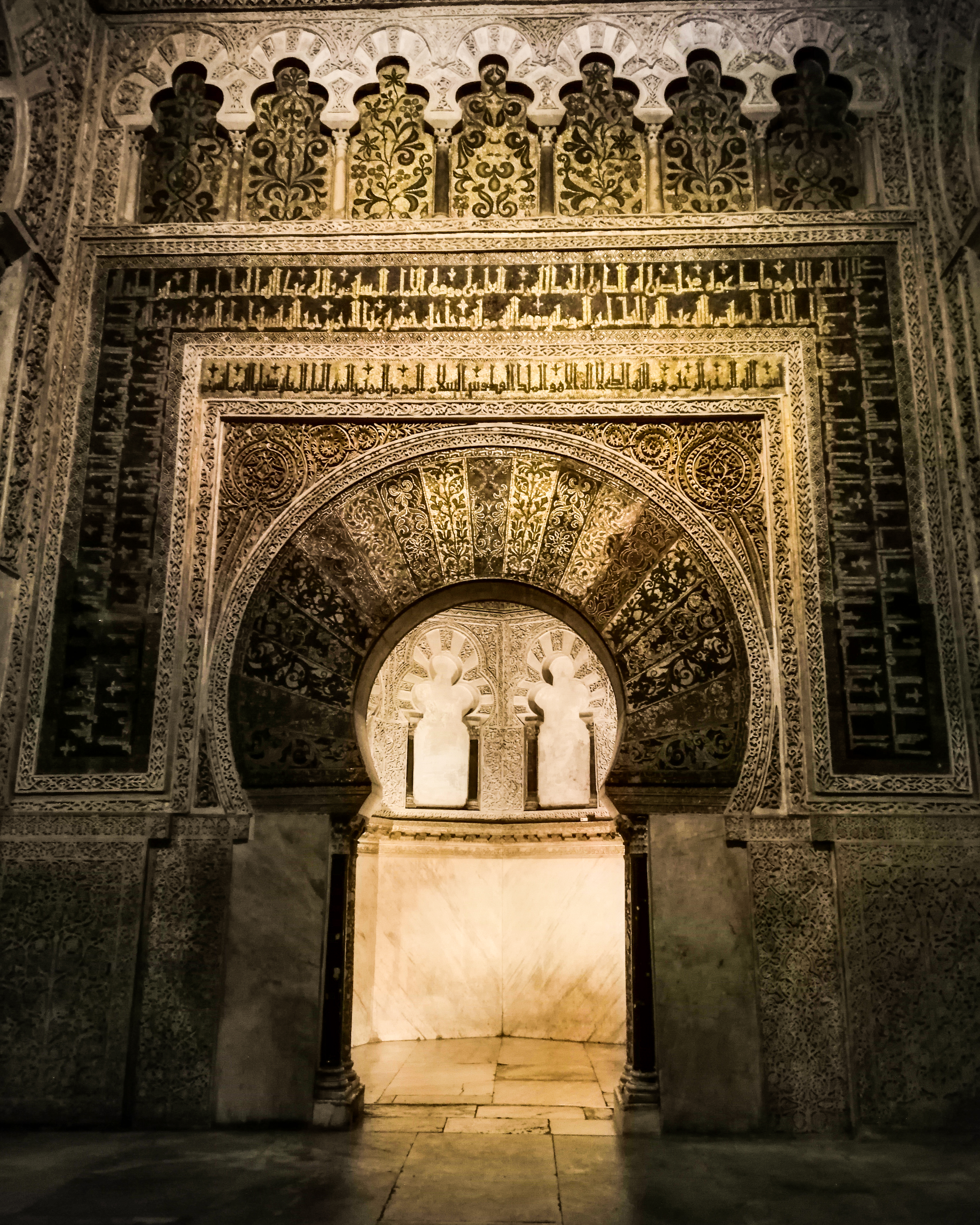

كان بن نصر  خبيرًا في شؤون البناء، فأنفذه الحكم المستنصر بالله في عام 353هـ (وكان يثق به) لبناء مدينة بثغر طليطلة وتطويرها وتنظيم شؤونها، وجعله مسؤولًا عن إدارة الأموال، وتولى في عهده تنظيم الشرطة والسوق، وأمره المستنصر بتوسيع الطريق الرئيس في سوق قرطبة لأنه كان ضيقًا ومزدحمًا. كما أمره بإزالة المحلات التي كانت تعيق الطريق وتضيق المكان، ليجعل الطريق أوسع وأكثر راحة للناس، وقد أنجز ذلك كما طلب منه. تولى منصب صاحب الشرطة والسوق، وشارك في تنظيم المدينة مع الوزير جعفر بن عثمان، شملت جهوده تنظيم الأسواق، مثل نقل سوق "دار البرد" من موقعه في غرب قصر قرطبة، والذي كان يقع في صدر السوق، إلى "دار الزوامل" في المصارة، وهي طرف قرطبة، ثم نُقلت "دار الزوامل" بدورها إلى مكان آخر قرب المحبس عند قصر الناعورة. كما حُولت "دار البرد" بعد إخلائها إلى حوانيت للبزازين، بهدف توسيع سوقهم وصناعتهم. بالإضافة إلى ذلك، كان لأحمد بن نصر دور كبير في الأعمال الإنشائية والمعمارية في عهد الخليفة الحكم المستنصر بالله، ويُرجح أنه كان مسؤولًا عن أعمال البناء في جامع قرطبة. لم يقتصر دور أحمد بن نصر على الجوانب الإدارية والهندسية، بل كان عالمًا متمكنًا في الرياضيات، وخاصة علم المساحة. ألّف كتابًا في "المساحة المجهولة" يُعتبر إضافة مهمة لهذا العلم في ذلك الوقت، حيث لم يُسبق إلى مثله في معناه. يُذكر أن علم المساحة آنذاك كان علمًا تطبيقيًا مهمًا يُستخدم في مجالات متنوعة كالفلك والبناء وتقسيم الأراضي، وكان يعتمد على كتاب إقليدس ومن نهجه. وقد طور أحمد بن نصر هذا العلم وأضاف إليه من خلال مؤلفه. من كل ما سبق، يتضح أن أحمد بن نصر كان مهندسًا ذا دراية كبيرة بأمور البنيان، بل يمكن اعتباره أحد كبار مهندسي جامع قرطبة، والمسؤول عن الأعمال الإنشائية فيه..

## الملاحظات
1. ↑  قصر منية الناعورة أو قصر جاليانا
2. ↑  بائعي الأقمشة
3. ↑  الذي تحول لاحقًا إلى كاتدرائية بعد سقوط الأندلس